# Francis Bourgeois

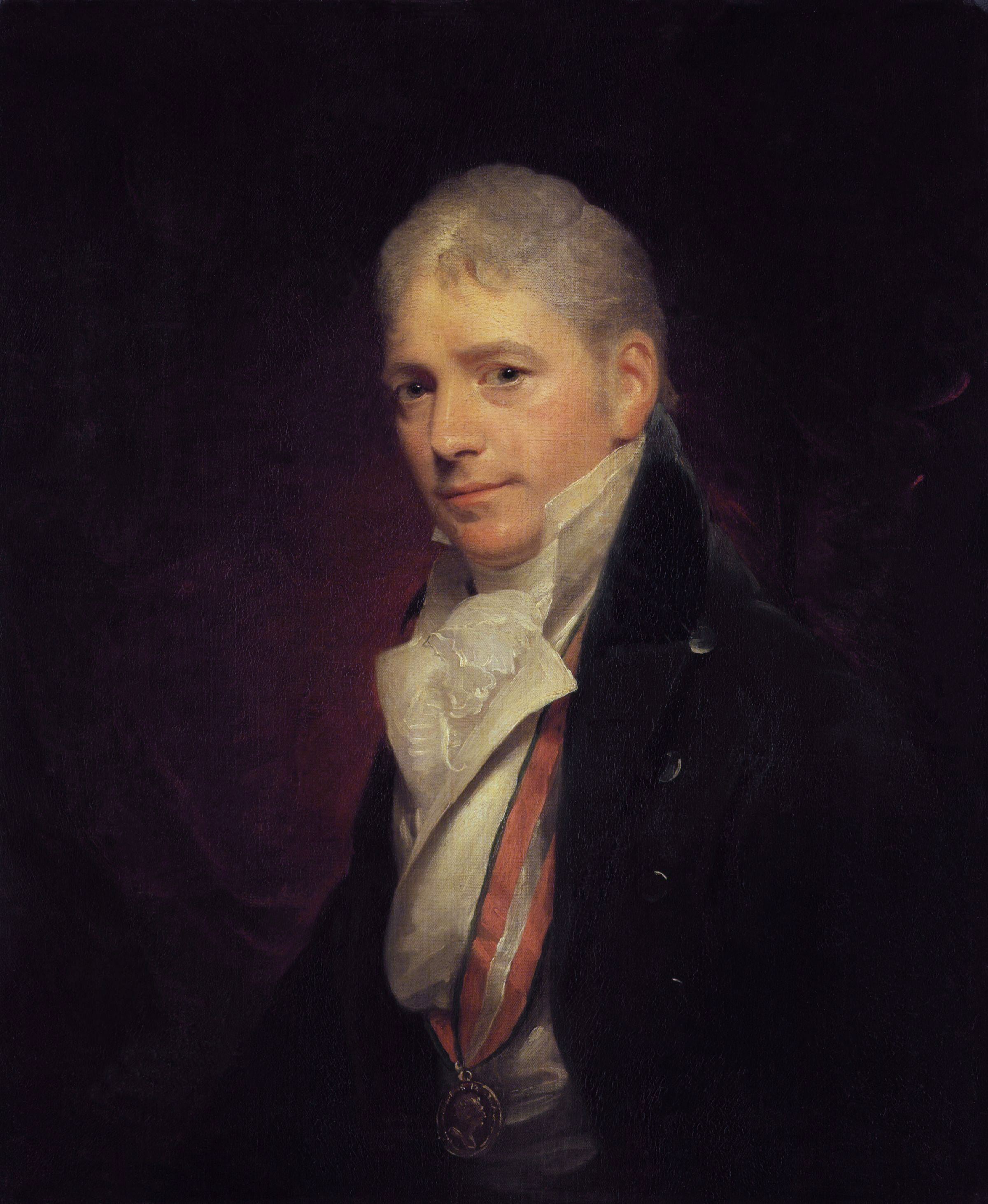
De schilder Francis Bourgeois met onderscheiding

Francis Bourgeois RA (november 1753 – 8 januari 1811), zijn naam werd verengelst tot Peter Francis Lewis Bourgeois, was een Zwitsers-Engelse schilder van portretten, historiestukken en landschappen. Hij was hofschilder van koning George III van het Verenigd Koninkrijk.
Hij werd na het schilderen van een portret van de Poolse koning Stanislaus August Poniatowski op 12 april 1791 in diens Orden Merentibus opgenomen en mocht zich van George III daarna sir Francis noemen.
- Bibliothèque nationale de France: cb14970378g (data)
- Gemeinsame Normdatei: 13884321X
- International Standard Name Identifier: 0000 0000 6660 4262
- Library of Congress Control Number: nr98035020
- Réseau des bibliothèques de Suisse occidentale: 02-A024289085
- RKD-Nederlands Instituut voor Kunstgeschiedenis: 11519
- SNAC: w6v485x5
- Système universitaire de documentation: 155503561
- Union List of Artist Names: 500029552
- Virtual International Authority File: 12577653
- WorldCat: E39PBJh8HbTvQqRRVwd8vkcByd